# Madhuca macrophylla
Madhuca macrophylla är en tvåhjärtbladig växtart som först beskrevs av Justus Carl Hasskarl, och fick sitt nu gällande namn av Herman Johannes Lam. Madhuca macrophylla ingår i släktet Madhuca och familjen Sapotaceae.
Artens utbredningsområde är Java. Inga underarter finns listade i Catalogue of Life.